# Fascism: 100 questions asked and answered
Fascism: 100 questions asked and answered é um livro de autoria de Oswald Mosley, escrito em 1936. Mosley foi fundador da B.U.F, a União Britânica de Fascistas (em inglês: British Union of Fascists). Assim sendo, ele explica o fascismo sobre seu ponto de vista e sobre a ótica da B.U.F.

### Organização do livro
O livro funciona em um esquema de perguntas e respostas, com 100 de cada uma no total. As perguntas variam desde a posição da B.U.F. em relação à coroa britânica à posição deles em relação à ciência.